# Fred Costea
Fred Costea (* 1994 in Neumarkt i.d.Opf.) ist ein deutscher Schauspieler.

## Leben
Fred Costea sammelte seine ersten Bühnenerfahrungen mit der Hauptrolle des Tartuffe in Parasiten, einer Produktion des Winternachtstraum e.V. Berlin im Europäischen Theaterinstituts Berlin (ETI) nach einem Theaterstück von Molière.
Von 2016 bis 2019 absolvierte er sein Schauspielstudium an der Filmuniversität Babelsberg „Konrad Wolf“, wo u. a. Claudia Geisler-Bading, Jonas Ludwig Walter, Florian Hertweck und Alexander Nerlich zu seinen Lehrern gehörten. Während seines Studiums war er 2018 am Hans Otto Theater in Potsdam engagiert.
Sein Kinodebüt gab er in dem Thriller Luna von Regisseur Khaled Kaissar, der seine Uraufführung im Juni 2017 auf dem Filmfest München hatte. In der 17. Staffel der ZDF-Serie SOKO Köln (2020) übernahm er eine der Episodenrollen als bester Kumpel eines Tatverdächtigen. In der 17. Staffel der ZDF-Serie SOKO Wismar (2020) spielte er, an der Seite von Wowo Habdank, eine der Episodenrollen als Sohn eines Ökohofbauern. In der 15. Staffel der ZDF-Serie Notruf Hafenkante (2021) war er in einer weiteren Episodenrolle als tatverdächtiger zwielichtiger Antiquitätenhändler Gustav Flipper zu sehen.
2020 stand er außerdem für die ZDF-Produktion Marie Brand vor der Kamera. In Marie Brand und der Tote im Trikot (Erstausstrahlung: November 2021) spielte er Tharde Rickling, den ehemaligen Konkurrenten eines getöteten Bahnradsportlers, dem er die Schuld an einem Unfall gibt, der ihn zum Invaliden machte.
Als Sprecher und Rezitator arbeitete er u. a. für den RBB, für das Literaturhaus Stuttgart, die Brandenburgischen Sommerkonzerte und die Filmuniversität Babelsberg. Costea lebt in Berlin.

## Filmografie (Auswahl)
- 2017: Luna (Kinofilm)
- 2019: Kaiser (Kurzfilm)
- 2020: SOKO Köln: Befangen (Fernsehserie, eine Folge)
- 2020: SOKO Wismar: Der Absturz (Fernsehserie, eine Folge)
- 2021: Notruf Hafenkante: Die weinende Tänzerin (Fernsehserie, eine Folge)
- 2021: Die unheimliche Leichtigkeit der Revolution (Fernsehfilm)
- 2021: Marie Brand und der Tote im Trikot (Fernsehreihe)
- 2021: Schneller als die Angst: Dämonen (Fernsehserie, eine Folge)
- 2023: SOKO Leipzig (Fernsehserie, Folge Schatten der Vergangenheit)
- 2023: Eine Billion Dollar (Fernsehserie)
- 2024: SOKO Köln: Flüssiges Gold (Fernsehserie, eine Folge)